# Aulas (França)
Aulas é uma comuna francesa na região administrativa da Occitânia, no departamento de Gard. Estende-se por uma área de 2.91 km², e possui 466 habitantes, segundo o censo de 2018, com uma densidade de 160 hab/km².